# NGC 1931
NGC 1931 je emisní mlhovina s otevřenou hvězdokupou v souhvězdí Vozky. Objevil ji William Herschel 4. února 1793.

## Pozorování
Mlhovina leží 1° západně od hvězdokupy Messier 36. Kvůli své poměrně malé hvězdné velikosti 10 je viditelná až ve větších dalekohledech jako drobná mlhavá skvrnka, případně mohou být vidět některé hvězdy přidružené otevřené hvězdokupy. Uprostřed mlhoviny leží těsná skupinka čtyř hvězd 11. až 14. hvězdné velikosti, která svým postavením může připomínat Trapéz v souhvězdí Orionu.

## Vlastnosti
Mlhovina je od Země vzdálená 7 500 až 12 300 světelných let. Hvězdokupa je poměrně mladá, její stáří se odhaduje na 2 miliony let a obsahuje několik mladých hvězdných objektů.
Je součástí OB asociace nazvané Auriga OB1.